# Дарет-Кубарі
Даре́т-Кубарі́ (Дарет-Кабарі, Дахрет-Кубарі, Дахрет-Кабарі) — невеликий острів в Червоному морі в архіпелазі Дахлак, належить Еритреї, адміністративно відноситься до району Дахлак регіону Семіен-Кей-Бахрі.

## Географія
Розташований між островами Нахалег на півдні та Габбі-Ху на півночі. Має видовжену краплеподібну форму з потовщенням на півночі. Довжина — 1,5 км, ширина — 0,6 км на півночі. Острів повністю облямований кораловими рифами.